# Yugoslavia en la Copa Mundial de Fútbol de 1982
Yugoslavia es una de las 24 selecciones participantes en la Copa Mundial de Fútbol de España 1982, la que es su séptima participación en un mundial.

## Clasificación

### Grupo 5
| Pos. | País       | Pts | J | G | E | P | GF | GC | GD  |
| ---- | ---------- | --- | - | - | - | - | -- | -- | --- |
| 1    | Yugoslavia | 13  | 8 | 6 | 1 | 1 | 22 | 7  | +15 |
| 2    | Italia     | 12  | 8 | 5 | 2 | 1 | 12 | 5  | +7  |
| 3    | Dinamarca  | 8   | 8 | 4 | 0 | 4 | 14 | 11 | +3  |
| 4    | Grecia     | 7   | 8 | 3 | 1 | 4 | 10 | 13 | −3  |
| 5    | Luxemburgo | 0   | 8 | 0 | 0 | 8 | 1  | 23 | −22 |

| 10-9-1980 | Luxemburgo | 0 – 5   | Yugoslavia                                                   | Municipal, Luxembourg                                   |                                                         |
|           |            | Reporte | Sušić 50' · Zl. Vujović 64', 81' · Petrović 70' · Buljan 90' | Asistencia: 3,500 espectadores Árbitro(s): Franz Latzin | Asistencia: 3,500 espectadores Árbitro(s): Franz Latzin |

| 27-9-1980 | Yugoslavia                            | 2 – 1   | Dinamarca         | Bežigrad, Ljubljana                                         |                                                             |
|           | Pantelić 18' (pen.) · Zo. Vujović 37' | Reporte | Arnesen 5' (pen.) | Asistencia: 20,000 espectadores Árbitro(s): Antonio Garrido | Asistencia: 20,000 espectadores Árbitro(s): Antonio Garrido |

| 15-11-1980 | Italia                         | 2 – 0   | Yugoslavia | Stadio Comunale Vittorio Pozzo, Turin                     |                                                           |
|            | Cabrini 40' (pen.) · Conti 75' | Reporte |            | Asistencia: 50,677 espectadores Árbitro(s): Abraham Klein | Asistencia: 50,677 espectadores Árbitro(s): Abraham Klein |

| 29-4-1981 | Yugoslavia                                                              | 5 – 1   | Grecia              | Poljud, Split                                              |                                                            |
|           | Šljivo 7' · Halilhodžić 23' · Pantelić 42' (pen.) · Zl. Vujović 50' 56' | Reporte | Kostikos 76' (pen.) | Asistencia: 45,000 espectadores Árbitro(s): Valeri Butenko | Asistencia: 45,000 espectadores Árbitro(s): Valeri Butenko |

| 9-9-1981 | Dinamarca  | 1 – 2   | Yugoslavia                     | Idrætsparken, Copenhagen                                       |                                                                |
|          | Elkjær 62' | Reporte | Zl. Vujović 48' · Petrović 63' | Asistencia: 48,400 espectadores Árbitro(s): Siegfried Kirschen | Asistencia: 48,400 espectadores Árbitro(s): Siegfried Kirschen |

| 17-10-1981 | Yugoslavia     | 1 – 1   | Italia      | FK Crvena Zvezda Stadium, Belgrado                            |                                                               |
|            | Zl. Vujović 9' | Reporte | Bettega 33' | Asistencia: 70,000 espectadores Árbitro(s): Walter Eschweiler | Asistencia: 70,000 espectadores Árbitro(s): Walter Eschweiler |

| 21-11-1981 | Yugoslavia                                                    | 5 – 0   | Luxemburgo | Karađorđe Stadium, Novi Sad                                |                                                            |
|            | Halilhodžić 1' 45' · Šurjak 65' · Pašić 73' · Zl. Vujović 75' | Reporte |            | Asistencia: 20,000 espectadores Árbitro(s): Charles Scerri | Asistencia: 20,000 espectadores Árbitro(s): Charles Scerri |

| 29-11-1981 | Grecia    | 1 – 2   | Yugoslavia                | Karaiskaki Stadium, Piraeus                                 |                                                             |
|            | Mavros 5' | Reporte | Šurjak 22' · Jerković 39' | Asistencia: 11,595 espectadores Árbitro(s): George Courtney | Asistencia: 11,595 espectadores Árbitro(s): George Courtney |

## Jugadores
Estos son los 22 jugadores convocados para el torneo:

## Resultados
Yugoslavia fue eliminada en la primera ronda.
| País              | J | G | E | P | GF | GC | GD | PTS |
| ----------------- | - | - | - | - | -- | -- | -- | --- |
| Irlanda del Norte | 3 | 1 | 2 | 0 | 2  | 1  | +1 | 4   |
| España            | 3 | 1 | 1 | 1 | 3  | 3  | 0  | 3   |
| Yugoslavia        | 3 | 1 | 1 | 1 | 2  | 2  | 0  | 3   |
| Honduras          | 3 | 0 | 2 | 1 | 2  | 3  | −1 | 2   |

| 17 de junio de 1982 | Yugoslavia | 0–0     | Irlanda del Norte | La Romareda, Zaragoza                                        |                                                              |
|                     |            | Reporte |                   | Asistencia: 25,000 espectadores Árbitro(s): Erik Fredriksson | Asistencia: 25,000 espectadores Árbitro(s): Erik Fredriksson |

| 20 de junio de 1982 | España                         | 2–1     | Yugoslavia | Estadio Luis Casanova, Valencia                                   |                                                                   |
|                     | Juanito 14' (pen.) · Saura 66' | Reporte | Gudelj 10' | Asistencia: 48,000 espectadores Árbitro(s): Henning Lund-Sørensen | Asistencia: 48,000 espectadores Árbitro(s): Henning Lund-Sørensen |

| 24 de junio de 1982 | Honduras | 0–1     | Yugoslavia          | La Romareda, Zaragoza                                     |                                                           |
|                     |          | Reporte | Petrović 88' (pen.) | Asistencia: 25,000 espectadores Árbitro(s): Gastón Castro | Asistencia: 25,000 espectadores Árbitro(s): Gastón Castro |